# Lucie Bacmeister

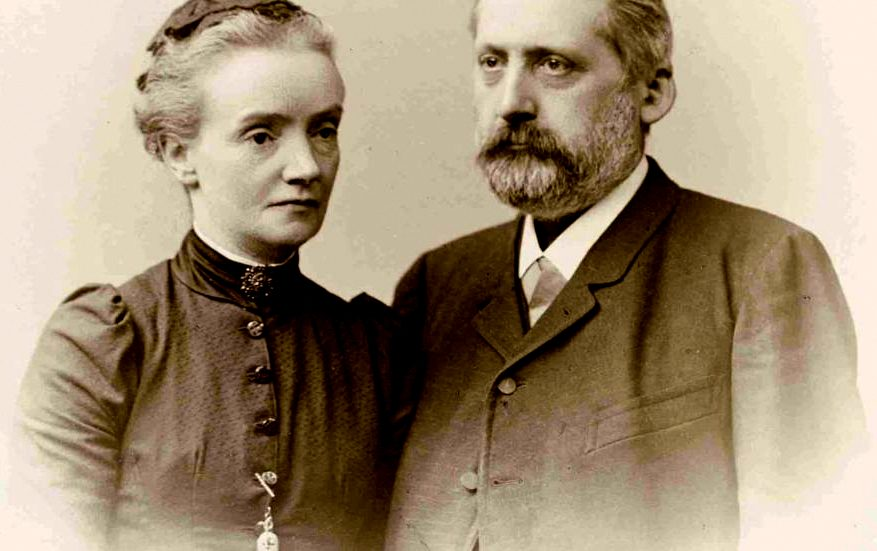
Lucie und Johann Bacmeister

Lucie Juliane Bacmeister, geborene Müller, Pseudonym: Lothar von Rüdesheim, (* 21. Oktober 1843 in Bielefeld; † 24. November 1904 in Zürich) war eine deutsche Schriftstellerin und Malerin.

## Leben und Wirken
Lucie Bacmeister wuchs in einem evangelischen Pfarrhaus auf. Die Tochter eines Bielefelder Superintendenten studierte nach ihrer Schulzeit Deutsch und Kunst für Lehramt, legte 1867 das Staatsexamen ab und wurde anschließend Schulvorsteherin. Ein Jahr später heiratete sie in Riga den Verlagsbuchhändler und späteren Hofbuchhändler Johann Bacmeister (* 1841), welcher selbst ebenfalls auch schriftstellerisch tätig war. Mehrmals war ihr Mann aus beruflichen Gründen gezwungen, den Ort wechseln und so verbrachten sie ihre Lebensjahre zunächst in Bielefeld, dann ab 1870 in Eisenach, wo ihr Mann den Anhalter Kurier gründete, ferner in Erfurt sowie ab 1896 in Wiesbaden. Mittlerweile Mutter von zwölf Kindern geworden, verbrachte sie ihre Zeit mit dem Schreiben von Erzählungen, Essays und Malerei und publizierte ihre ersten Werke noch unter dem Pseudonym „Lothar v. Rüdesheim“.
Ihr ältester Sohn Hans Bacmeister, selbst Verlagsbuchhändler und Besitzer eines Kunstateliers in Wiesbaden, verhalf ihr ab 1896 dazu, einen Großteil ihrer Schriften und Gemälde, die bisher nur einem kleinen Kreis von Freunden und Bekannten angeboten worden waren, auf Wunsch ihres Mannes jetzt unter ihrem richtigen Namen offiziell herauszubringen. Später zog Lucie Bacmeister noch nach Zürich, wo sie ihren Lebensabend verbrachte. Ein weiterer Sohn, Ernst Bacmeister (1874–1971), wurde ebenfalls trotz schwieriger finanzieller Umstände ein bekannter Schriftsteller.

## Werke (Auswahl)
- Sang und Sage vom Kochbrunnen in Wiesbaden. Ges. und hg. von J. Bacmeister (Hrsg.) Wiesbaden, 1896, 96 S.
- Das Büchlein von der Lorelei. Der Liebe Leid in alter Zeit. Wiesbaden: Bacmeister 1897, 72 S. (StUB Köln) [Pseud. Lothar von Rüdesheim].
- Rheinliesel. Wiesbaden, 1897 (StUB Köln)
- Wie der Nibelungenschatz gehoben wird. Den Rheintöchtern abgelauscht. Wiesbaden, 1897, 70 S.
- Der Deckenläufer. Eine lustige Geschichte aus der Schul- und Studentenzeit eines Züricher Gelehrten. Zürich, 1899 (Schweizer Geschichten aus alter und neuer Zeit).
- Der Deckenläufer und noch vier fröhliche Geschichten. Wiesbaden, 1903 (Neuausfertigung).
- Am Alpenkai in Zürich [Erz.]. Zürich, 1899, 54 S. (Schweizer Geschichten aus alter und neuer Zeit).
- Der Frauen Leid und Freud [Erz.]. 2 Bde. 1901 f. (Bd. 1: Dem Tode geweiht; Bd. 2: Zwei Eide).
- Den Rheintöchtern abgelauscht. Zürich, 1904. 238 S. (StUB Köln) (Neuausfertigung).
- Wider Natur und Gesetz. Eine Frauentragödie. Zürich, 1906 (posthum).
- Erzählende Schriften. Zschopau: König, 1906 (Posthum), 354 S. [Inhalt: Wider Natur und Gesetz]. Eine Frauen-Tragödie.
- Und doch! Ein selig Glück auf Erden. Ein Lebensdrama – Bürgermeister Hans Waldmann. Ein Schweizer Roman. Berlin, Baumhauer, 1908 (posthum), 283 S.